# جبل إلوم
جبل إلوم (بالإنجليزية: Elum Ghar)‏ هو أحد أعلى الجبال في وادي سوات وأكبر الجبال على الجانب الغربي لمدينة بير بابا في مقاطعة خيبر بختونخوا في شمال باكستان. يَبلُغ ارتفاع الجبل 2,800 م (9,200 قدم)، تُغطيه الثلوج حتى في فصل الصيف. ومن الجبل تظهر مدينة مينجورا بالكامل.

## التاريخ
في سنة 327 ق.م اجتاح الإسكندر الأكبر وادي سوات بآلاف الفيلة والجنود وهو في طريقه من أفغانستان إلى السند. مما جعل سكان سوات يفرون إلى جبل إلوم، لأنه أعلى الجبال ضنًا منهم أنه سيعصمهم من الحرب وأن آلهتهم سوف تدافع عنهم هُناك. لكن الإسكندر لم يستسلم وبنى سُلمًا خشبيًا واستطاع أن يصل بمقاليعه وسهامه إلى قمة الجبل.